# 斯特凡三世 (巴伐利亞)
斯特凡三世，（1337年—1413年9月26日）維特爾斯巴赫家族成員，巴伐利亞-因戈爾施塔特公爵（1375年—1413年在位）。巴伐利亞公爵斯特凡二世與第一任妻子西西里國王費德里科二世的女兒西西里的伊麗莎白的長子。
甚至斯特凡早年受到貿易戰爭的影響：斯特凡在1363年–1369年參加與哈布斯堡王朝爭奪蒂羅爾伯國的戰鬥，在勃蘭登堡亦參加與皇帝查理四世1371年–1373年的戰爭。1368年，斯特凡和他的岳父在意大利與教皇烏爾班五世及皇帝查理四世等周圍的反米蘭同盟作戰，斯特凡畢生為“意大利利益”在1374年向奧地利公爵利奧波德三世承諾支持他對抗威尼斯共和國時已經很明顯。作為回報，利奧波德三世及斯特凡承諾會對米蘭公國的競爭對手維羅納採取行動。在1371/72年，斯特凡也進行一次普魯士之行，以支持條頓騎士團對抗異教徒的立陶宛人。1373年，維特爾斯巴赫家族放棄勃蘭登堡侯國。在盧森堡王朝與維特爾斯巴赫家族之間的和解過程中，查理四世於1374年任命斯特凡和他的兄弟弗里德里希作為使節到阿爾薩斯中和上士瓦本。然後，斯特凡計劃去巴勒斯坦朝聖，而他的父親於1375年去世時享年56歲，因此他不能成行。
1375年，父親斯特凡二世逝世，從1375年到1392年，斯特凡三世與弟弟弗里德里希和約翰二世一起在巴伐利亞公國統治。1392年，因為他拒絕資助他的兄弟在意大利遠征，三兄弟將巴伐利亞公國分開成三國獨立的公國，弗里德里希統治巴伐利亞-蘭茨胡特、約翰二世統治新的巴伐利亞-慕尼黑，而斯特凡三世統治新的巴伐利亞-因戈爾施塔特，但是他不久就將其視為劣勢，因為被其餘兩個公國合圍著。因此，約翰二世統治巴伐利亞-慕尼黑僅三年直到1395年，然後在兩兄弟之間發生武裝衝突後，結果斯特凡三世與約翰二世分享巴伐利亞-慕尼黑的權力。
當他的兩名弟弟逝世後，斯特凡三世試圖擴張其公國因而引起他的侄子的不滿。為了對抗其餘的兩公國，斯特凡三世支持羅馬人民的國王魯普雷希特以對抗盧森堡王朝。1402年，斯特凡三世受侄子恩斯特的反抗將他的統治局限回巴伐利亞-因戈爾施塔特。1403年，斯特凡三世又支持慕尼黑市民起義，儘管最後再次失敗。父親斯特凡二世將蒂羅爾伯國割讓給哈布斯堡王朝，斯特凡三世於1410年準備征服蒂羅爾的最後一次嘗試也是失敗而回。斯特凡三世的兒子路易七世主要在法國居住，他意識到父親的奢侈生活方式使公國背負沉重的債務。因此，他呼籲該地區的精神和世俗領主不要再給斯特凡三世金錢，並接受父親憤怒的抗議。
斯特凡三世於1413年逝世在下舍嫩費爾德修道院，最初他直接葬在修道院中。直到1415年2月，他的兒子和繼任者路易七世才離開法國，成為康斯坦茨理事會代表團的團長，然後回到巴伐利亞繼承的公國。1430年左右，路德維希將斯特凡三世的遺骨轉移到新建的因戈爾施塔特主教座堂。斯特凡三世的第二任妻子克萊沃的伊麗莎白只能讓她的繼子路易七世於1430年以12,000荷蘭盾來支持她的生活，並在1439年在科隆去世。

## 家庭
斯特凡三世有兩段婚姻。首先，他於1364年10月13日與米蘭公爵貝爾納波·維斯孔蒂的長女塔迪亞·維斯孔蒂結婚。兩人有子女兩名：
1. （大鬍子）路易七世[5]，繼承他為巴伐利亞-因戈爾施塔特公爵
2. 巴伐利亞的伊薩博[5]，與法國國王查理六世結婚。

其後，他於1401年1月16日在科隆與克萊沃伯爵阿道夫三世的女兒克萊沃的伊麗莎白結婚。